# Kanggardo

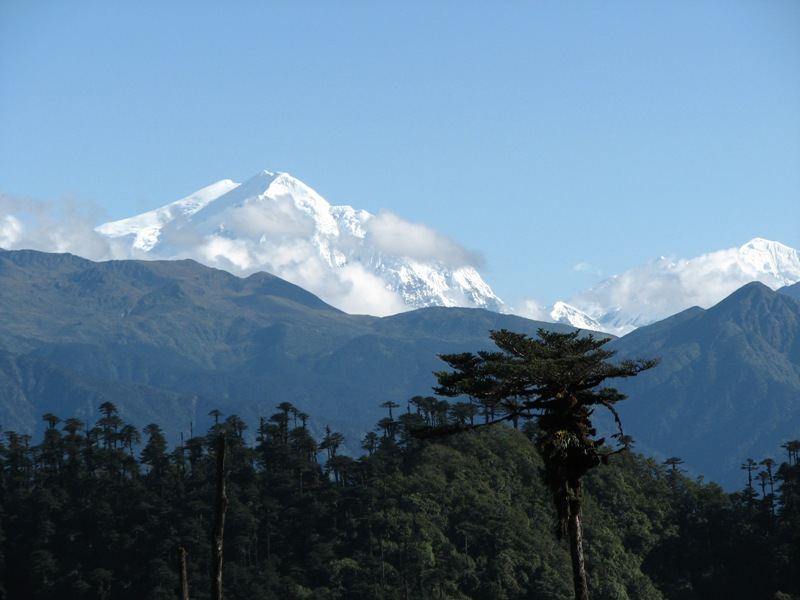
Kanggardo

Kanggardo (tyb.: གངས་དཀར་རྡོ་རི་རྩེ, Wylie: gangs dkar rdo ri rtse, ZWPY: Kanggardo Rize; chiń.: 康格多峰, pinyin: Kānggéduō Fēng) - szczyt górski w Himalajach. Znajduje się na granicy między Chinami (region Shannan) a Indiami (stan Arunachal Pradesh).  Wysokość szczytu w zależności od źródeł podawana jest jako 7060 lub 7090 metrów n.p.m.